# Milan Adámek (politik)
Milan Adámek (26. prosince 1927 – 3. dubna 2011) byl slovenský a československý politik Komunistické strany Slovenska a poúnorový poslanec Národního shromáždění ČSR.

## Biografie
Ve volbách roku 1954 byl zvolen do Národního shromáždění za KSČ ve volebním obvodu Poltár-Hnúšťa-Zvolen. V parlamentu zasedal do konce funkčního období, tedy do voleb roku 1960.
K roku 1954 se profesně uvádí jako strojní zámečník Slovenských magnesitových závodů. Před smrtí bydlel na adrese Hnúšťa, Hačava-Skálie č. 111.